# Żelice (gromada)
Żelice – dawna gromada, czyli najmniejsza jednostka podziału terytorialnego Polskiej Rzeczypospolitej Ludowej w latach 1954–1972.
Gromady, z gromadzkimi radami narodowymi (GRN) jako organami władzy najniższego stopnia na wsi, funkcjonowały od reformy reorganizującej administrację wiejską przeprowadzonej jesienią 1954 do momentu ich zniesienia z dniem 1 stycznia 1973, tym samym wypierając organizację gminną w latach 1954–1972.
Gromadę Żelice z siedzibą GRN w Żelicach utworzono – jako jedną z 8759 gromad na obszarze Polski – w powiecie wągrowieckim w woj. poznańskim, na mocy uchwały nr 40/54 WRN w Poznaniu z dnia 5 października 1954. W skład jednostki weszły obszary dotychczasowych gromad Brzeżno Nowe, Rudnicze, Sarbka i Żelice ze zniesionej gminy Wągrowiec-Południe w tymże powiecie. Dla gromady ustalono 14 członków gromadzkiej rady narodowej.
Gromadę zniesiono 1 stycznia 1959, a jej obszar włączono do nowo utworzonej gromady Wągrowiec-Północ w tymże powiecie.